# Смит, Гомер (младший)
Гомер Смит-младший (англ. Homer Smith Jr.; 1909, Куитмен, Миссисипи — 1972, Чикаго, Иллинойс) — афроамериканский писатель и журналист, живший в Советском Союзе. В 2006 году награждён премией Национальной ассоциации афроамериканских журналистов (англ. National Association of Black Journalists).

## Биография

### Детство и юность
Смит родился в 1909 году в Куитмене, Миссисипи. В 1916 году семья переехала в штат Миннесота. Там он окончил среднюю школу и в 1922 году поступил в Миннесотский университет (англ. University of Minnesota), где изучал журналистику.
Он рано увлёкся так называемым «Советским экспериментом». Смит понимал, что ему как афроамериканцу будет трудно найти достойную журналистскую работу в США. Хотя он работал во время учёбы на почте, он хотел стать именно журналистом. Более того, в то время Советский Союз часто считался безопасной страной для афроамериканцев благодаря полному запрету на публичное выражение расизма и благодаря беспристрастному или даже положительному отношению россиян к темнокожим людям. Как писал сам Смит: «Россия была единственным местом, куда я мог бы поехать и совсем убежать от цветной дискриминации».

### Приезд в Советский Союз
По этим причинам Смит решил искать работу в Советском Союзе и послал заявление о приёме на работу в Советскую почту. Получив предложение о работе, Смит уехал из США в Россию. При этом он также предложил афроамериканским периодическим изданиям стать для них первым афроамериканским иностранным корреспондентом и получил поручение от нескольких газет работать под псевдонимом.
Приехав в Россию, Смит начал свою работу на почте. Система, с которой столкнулся Смит, казалась ему гораздо менее эффективной, чем та, к которой он привык, о чём он и сообщил начальнику своего почтового отделения. Однако после окончания контракта он решил не возобновлять трудовой договор с почтой и начал работать журналистом на полную ставку.
Хотя Смит сам не был актёром, он оказался свидетелем безуспешных попыток американских и советских кинодеятелей, актёров и писателей снять совместный фильм об американском расизме под названием «Черные и белые». Об этом он позже написал в своих мемуарах. В 1932 году при содействии Коммунистической партии США  (которая помогла собрать и организовать группу афроамериканских актёров и писателей) и по просьбе кинокомпании «Межрабпом» в Россию приехали 23 афроамериканца, включая известного американского поэта Ленгстона Хьюза (англ. Langston Hughes).
По мнению Смита, желание советской стороны создать фильм, который должен был показать реальность американского расизма, скорее всего являлось попыткой советской прессы использовать расовые отношения в США, чтобы показать несправедливость американского капитализма. Но в конце концов фильм не вышел, частично из-за желания советского государства приобрести официальное признание США и установить советско-американские дипломатические отношения. Некоторые источники упоминают Смита как одного из тех, кто приехал в Россию для участия в кинопроекте, но в своих мемуарах Смит написал только, что он присутствовал на приёме американской группы в России.
Как журналист Смит имел возможность наблюдать некоторые ключевые моменты советской истории. Например, он присутствовал на VIII Всесоюзном съезде Советов при принятии Советской конституции 1936 года. Когда началась война с Германией в 1941 году, Смит с женой не успели на поезд, который должен был привезти их с другими иностранными журналистами на восток, и вынуждены были остаться в Москве на насколько дней после того, как остальные иностранные корреспонденты уже подкинули город по указанию правительства. Наконец их эвакуировали в Куйбышев (Самару), но как военный корреспондент Смит вернулся в Москву. Он посещал места сражений, но самым страшным опытом для него стало посещение Катынского леса, где он увидел тела убитых и похороненных там польских офицеров. В 1944-м году Смит начал работать для агентства информации «Ассошиэйтед Пресс» (англ. Associated Press). Позже в том же году он посетил немецкий концлагерь Майданек.

### Отъезд из Советского Союза, возвращение в Америку и смерть
В 1938 году Смит женился на русской, которую звали Марией Петровной.  В 1946 году он решил покинуть Советский Союз, частично из-за неприязни к тогдашнему Советскому правительству. Смит один переехал на работу в Эфиопию  и пытался добиться того, чтобы жена смогла присоединиться к нему. Разрешение было получено в 1947 году. В Эфиопии у них родилось двое детей; потом семья переехала в Америку. В 1964 году Смит опубликовал автобиографию о времени, проведённом в Советском Союзе, где он изложил свои наблюдения о советской жизни при Сталине наряду с описанием его личной и профессиональной деятельности в России.
Смит умер в Чикаго в 1972 году.